# Stack-Up

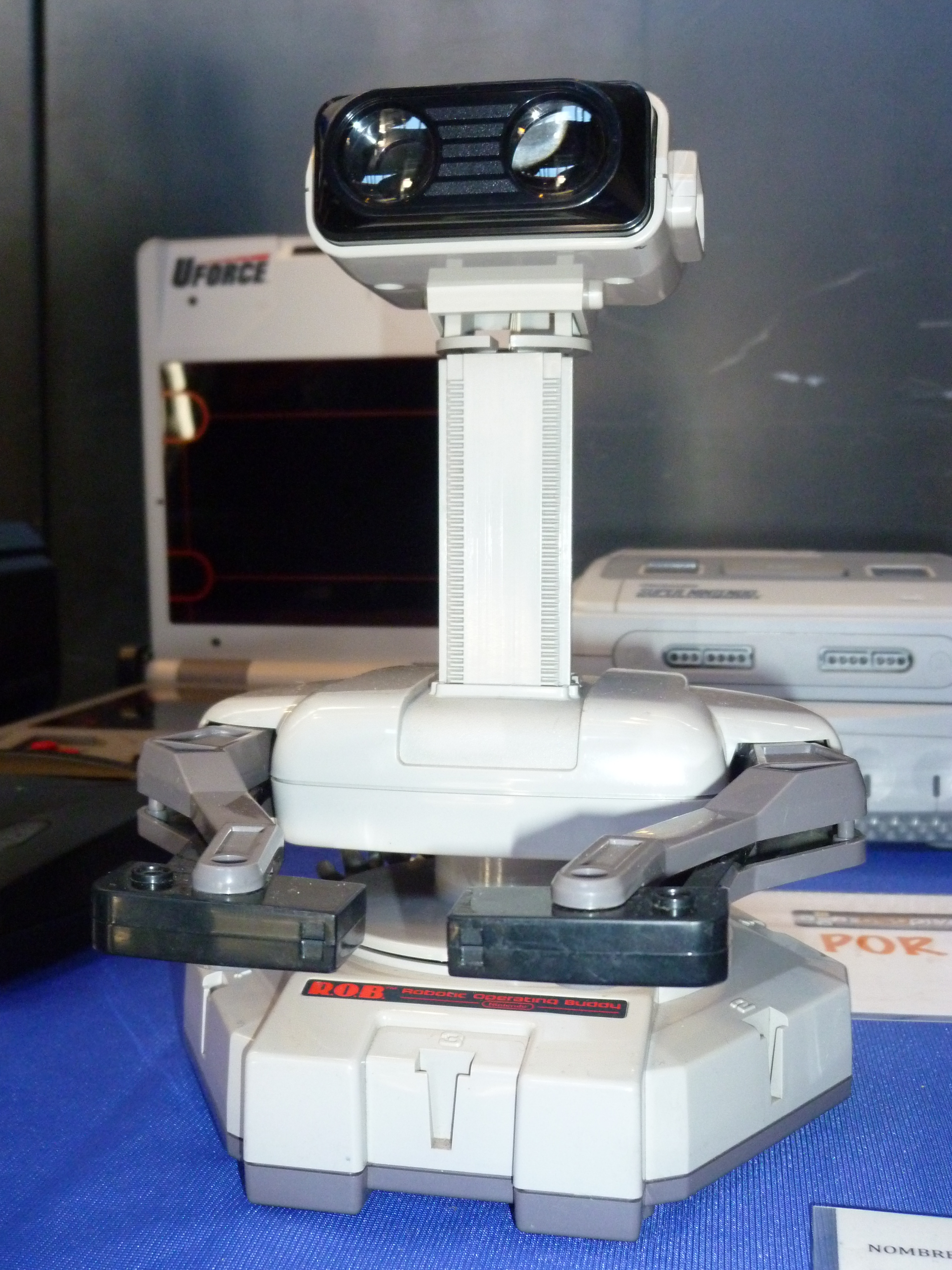
R.O.B, het apparaat wat gebruikt wordt voor het spel.

Stack-Up (ook bekend als Robot Block) is een spel voor de NES dat was ontwikkeld en uitgebracht door Nintendo in 1985. Het spel was een van de twee spellen in de Robot-serie.
Het spel wordt gespeeld met behulp van de R.O.B.-accessoire.

## Gameplay
Er waren drie hoofdspelmodi: Bingo, Direct en Memory.
In Direct moet de speler op grote schakelaars springen om R.O.B. te sturen om de blokken in een bepaalde volgorde op te stapelen met zo min mogelijk zetten en de minste tijd.
Memory is vergelijkbaar met Direct, behalve dat de speler een "Program" voor R.O.B. moet instellen en het vervolgens moet uitvoeren als de speler klaar is. Bingo vereist dat de speler een rij of kolom van vijf "actieve" schakelaars maakt, die een beweging activeren.
In Bingo is het doel om de blokken in een specifieke volgorde te stapelen, terwijl de speler probeert te voorkomen dat een personage dat Flipper ongewenste acties uitvoert en een personage dat Spike heet ontwijkt, die de speler van het bord zal slaan.